# La mujer X (film 1931)
La mujer X è un film del 1931 diretto da Carlos F. Borcosque. La sceneggiatura si basa sul lavoro teatrale La Femme X..... di Alexandre Bisson, andato in scena a Parigi il 15 dicembre 1908.

## Produzione
Il film fu prodotto dalla Metro-Goldwyn-Mayer (MGM) come la versione in spagnolo di Madame X, film diretto da Lionel Barrymore e interpretato da Ruth Chatterton e Lewis Stone.
Le riprese del film iniziarono nel dicembre 1930 per finire nel gennaio dell'anno seguente.

## Distribuzione
Distribuito dalla Culver Export Corp. (ovvero la Metro-Goldwyn-Mayer), il film uscì a Porto Rico il 28 marzo 1931. A New York, venne presentato in prima il 3 aprile dello stesso anno. In Portogallo, uscì il 13 giugno 1932 con il titolo A Mulher X.